# Nemobiodes bapii
Nemobiodes bapii är en insektsart som beskrevs av Bhowmik 1970. Nemobiodes bapii ingår i släktet Nemobiodes och familjen syrsor. Inga underarter finns listade i Catalogue of Life.